# Caccobius reticuliger
Caccobius reticuliger är en skalbaggsart som beskrevs av D'orbigny 1904. Caccobius reticuliger ingår i släktet Caccobius och familjen bladhorningar. Inga underarter finns listade.